# كريستوف أوريول
كريستوف أوريول (بالفرنسية: Christophe Oriol)‏ ولد بتاريخ 28 فبراير 1973 في أولينز، فرنسا، هو دراج فرنسي سابق في صنف سباق الدراجات على الطريق.

## روابط خارجية
- كريستوف أوريول على موقع الاتحاد الدولي للدراجات (الإنجليزية)
- كريستوف أوريول على موقع أرشيف الدراجات (الإنجليزية)
- كريستوف أوريول على موقع إحصائيات الدراجات الإحترافية (الإنجليزية)
- كريستوف أوريول على موقع نسبة الدراجات (الإنجليزية)